# كانتون أرجاو
كانتون أرجاو هو واحد من أكبر الكانتونات الشمالية في سويسرا. وواحد من أكثر المناطق كثافةً بالسكان في سويسرا.

## التقسيم الإداري

### المقاطعات

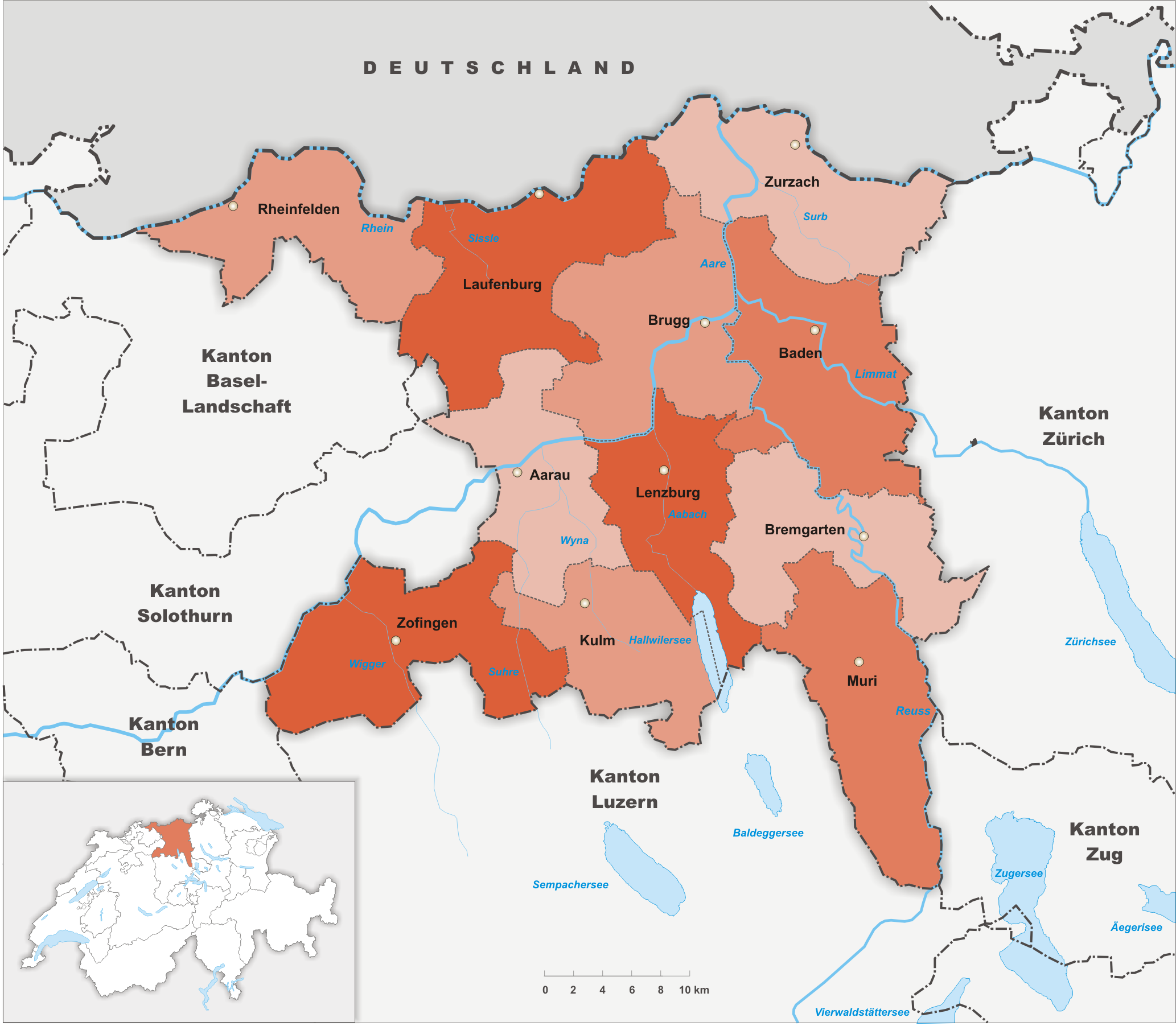
خريطة مقاطعات كانتون أرجاو

يضم كانتون أرجاو 11 مقاطعة.
| اسم المقاطعة     | العاصمة      | المساحة (كم²) | عدد السكان (31 ديسمبر 2016) | عدد البلديات |
| ---------------- | ------------ | ------------- | --------------------------- | ------------ |
| مقاطعة أراو      | أراو         | 104.47        | 75939                       | 12           |
| مقاطعة بادن      | بادن         | 153.07        | 141717                      | 26           |
| مقاطعة بريمغارتن | بريمغارتن    | 117.46        | 75688                       | 22           |
| مقاطعة بروغ      | بروغ         | 149.31        | 50251                       | 25           |
| مقاطعة كولم      | أونتركولم    | 101.35        | 40368                       | 17           |
| مقاطعة لاوفنبورغ | لاوفنبورغ    | 125.57        | 31601                       | 18           |
| مقاطعة لنسبورغ   | لنسبورغ      | 102.71        | 60418                       | 20           |
| مقاطعة موري      | موري         | 138.96        | 35324                       | 19           |
| مقاطعة راينفيلدن | راينفيلدن    | 112.09        | 47478                       | 14           |
| مقاطعة زوفينجن   | زوفينجن      | 142.01        | 69855                       | 18           |
| مقاطعة زورتساخ   | زورتساخ      | 129.99        | 33585                       | 22           |
| المجموع (11)     | المجموع (11) | 1403.81       | 662224                      | 213          |

## تعداد السكان التاريخي
| بيانات تعداد السكان التاريخية | بيانات تعداد السكان التاريخية | بيانات تعداد السكان التاريخية | بيانات تعداد السكان التاريخية | بيانات تعداد السكان التاريخية | بيانات تعداد السكان التاريخية | بيانات تعداد السكان التاريخية | بيانات تعداد السكان التاريخية | بيانات تعداد السكان التاريخية | بيانات تعداد السكان التاريخية | بيانات تعداد السكان التاريخية | بيانات تعداد السكان التاريخية |
| سنة                           | مجموع السكان                  | ناطق بالألمانية               | ناطق بالإيطالية               | بروتستانتي                    | كاثوليكي                      | مسيحي كاثوليكي                | يهودي                         | آخر                           | لا دين مُعطى                   | سويسري                        | غير سويسري                    |
| ----------------------------- | ----------------------------- | ----------------------------- | ----------------------------- | ----------------------------- | ----------------------------- | ----------------------------- | ----------------------------- | ----------------------------- | ----------------------------- | ----------------------------- | ----------------------------- |
| 1850                          | 199,852                       |                               |                               | 107,194                       | 91,096                        |                               | 1,562                         | 79                            |                               | 196,890                       | 2,962                         |
| 1900                          | 206,498                       | 203,071                       | 2,415                         | 114,176                       | 91,039                        |                               | 990                           | 293                           |                               | 196,455                       | 10,043                        |
| 1950                          | 300,782                       | 291,101                       | 5,335                         | 171,296                       | 122,172                       | 5,096                         | 496                           | 1,722                         |                               | 290,049                       | 10,733                        |
| 1990                          | 507,508                       | 435,103                       | 24,758                        | 218,379                       | 224,836                       | 3,676                         | 405                           | 29,736                        | 30,476                        | 420,616                       | 86,892                        |
| 1993                          | 512,000                       |                               |                               |                               |                               |                               |                               |                               |                               |                               |                               |
| 2000                          | 547,493                       | 477,093                       | 17,847                        | 203,949                       | 219,800                       | 3,418                         | 342                           | 20,816                        | 57,573                        |                               |                               |